# Senecio urophyllus
Senecio urophyllus là một loài thực vật có hoa trong họ Cúc. Loài này được Conrath miêu tả khoa học đầu tiên.